# Liuzhou
Ne doit pas être confondu avec Liuzhou Forest City.
Liuzhou (chinois : 柳州市 ; pinyin : Liǔzhōu shì ; zhuang : Liujcouh) est une ville-préfecture de la région autonome Zhuang du Guangxi en Chine. On y parle le dialecte de Liuzhou du mandarin du sud-ouest ainsi que le zhuang.

## Démographie
La population du district était de 3 758 704 habitants en 2010,, dont 17.98 % de Zhuang, groupe ethnique principalement concentré dans cette région. La ville comptait à elle seule 1 436 599 habitants sur 677 km2.

## Économie
En 2004, le PIB total a été de 40,4 milliards de yuans, et le PIB par habitant de 11 442 yuans.

## Subdivisions administratives
La ville-préfecture de Liuzhou exerce sa juridiction sur dix subdivisions - quatre districts, quatre xian et deux xian autonomes :
- le district de Chengzhong - 城中区 Chéngzhōng Qū ;
- le district de Yufeng - 鱼峰区 Yúfēng Qū ;
- le district de Liubei - 柳北区 Liǔběi Qū ;
- le district de Liujiang - 柳江区 Liǔjiāng Qū ;
- le district de Liunan - 柳南区 Liǔnán Qū ;
- le xian de Liucheng - 柳城县 Liǔchéng Xiàn ;
- le xian de Luzhai - 鹿寨县 Lùzhài Xiàn ;
- le xian de Rong'an - 融安县 Róng'ān Xiàn ;
- le xian autonome miao de Rongshui - 融水苗族自治县 Róngshuǐ miáozú Zìzhìxiàn ;
- le xian autonome dong de Sanjiang - 三江侗族自治县 Sānjiāng dòngzú Zìzhìxiàn.

Une ville-forêt, Liuzhou Forest City, est en cours de construction et devrait être totalement construite en 2020.

## Personnalités
- Li Ning (1963-), gymnaste, six fois médaillé aux Jeux olympiques dont trois fois en or, est né à Liuzhou.